# Croesus

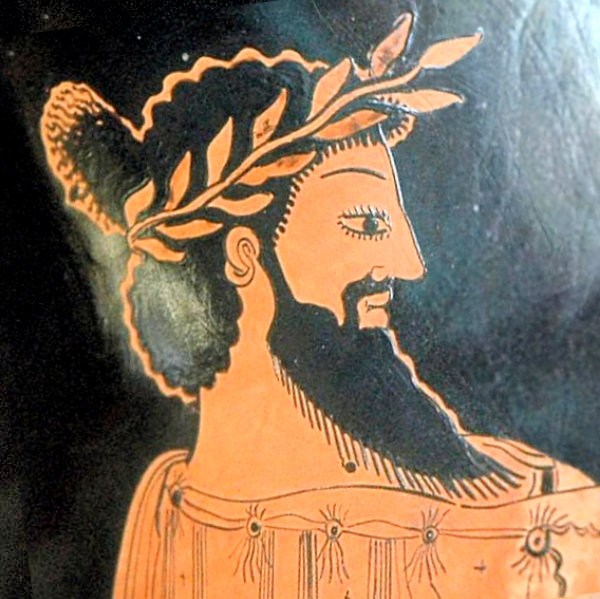
Portret van Croesus, Attisch rood aardewerken amphora, geschilderd ca. 500-490 v. Chr.

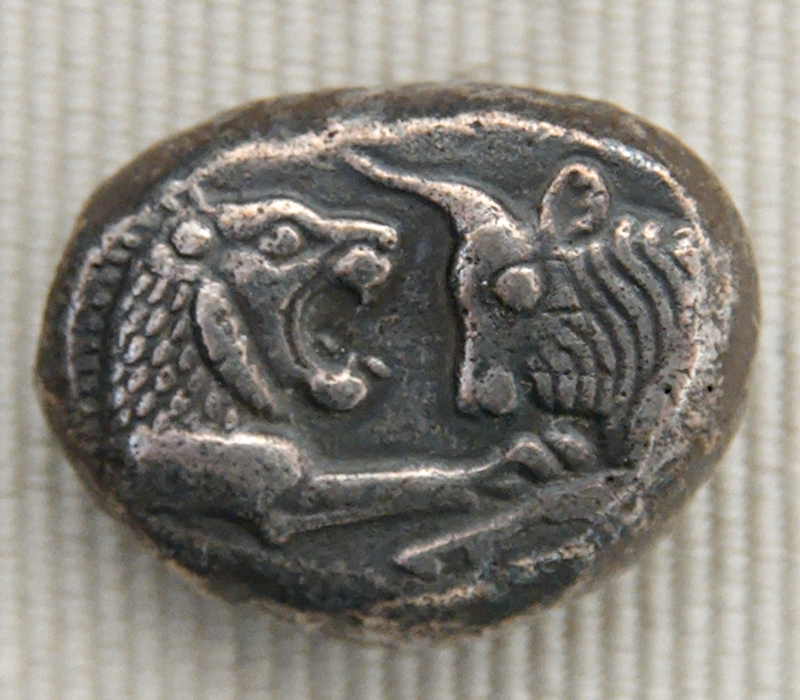
Zilveren munt geslagen onder Croesus

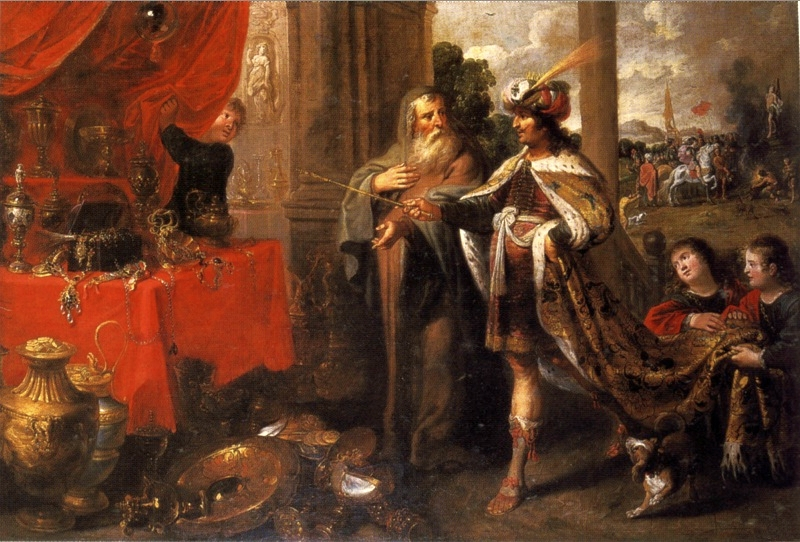
Croesus toont Solon zijn schatten. Frans Francken de Jongere, 17e eeuw.

Croesus (Oudgrieks: Κροῖσος, Kroisos, Nederlands ook wel Cresus, ca. 595 v.Chr. – ca. 546 v.Chr.) was koning van Lydië van 560 v.Chr. tot 546 v.Chr.
Croesus was de zoon van Alyattes II. Hij volgde toen hij vijfendertig jaar oud was zijn vader op, in 560 v.Chr. Hij begon er onmiddellijk mee de Griekse steden aan de kust te onderwerpen, te beginnen met Efeze. Hij had met al zijn veldtochten succes, al de Aziatische Grieken waren gedwongen hem tribuut te betalen. Tevens voerde Croesus geslagen munten met een gestandaardiseerde waarde als betaalmiddel in.
Deze Croesus is, voor zover men kan nagaan, de eerste Aziaat die de Grieken aan zich onderwierp en hen schatplichtig maakte, of verdragen met de Grieken sloot. Hij gold als de rijkste man ter wereld en gaf kostbare geschenken aan de Griekse tempels en orakels, vooral aan Delphi.
Zijn enorme rijkdom gaf stof tot legenden. Volgens een van die legenden zei de staatsman Solon uit het oude Athene bij een ontmoeting, niet door Croesus' fortuin geïmponeerd: Houd tot iemands dood toe het woord gelukkig in petto, tot op dat moment moet men hem niet gelukkig noemen, maar slechts fortuinlijk.

## Herodotus
Herodotus schreef in zijn Historiën verschillende verhalen over Croesus: over het bezoek van Solon, de dood van Croesus' zoon Atys, de orakelraadplegingen en hoe hij op Cyrus' brandstapel belandde.
Solon bezocht, in de tien jaar dat hij op reis was, de Egyptische farao Amasis en de Lydische koning Croesus , nadat hij de stad Athene nieuwe wetten had gegeven, waar de Atheners zich ten minste tien jaar aan moesten houden. Croesus ging ervan uit dat Solon hem de gelukkigste man op aarde zou vinden met al zijn welvaart, maar volgens Solon waren schatrijke mensen vaak ongelukkig en waren díe mensen het gelukkigst, die een gelukkig levenseinde kenden.
Op een dag kwam Adrastos ('de onontkoombare'), lid van de Frygische koninklijke familie, naar Croesus' hof om een 'rituele reiniging' te ontvangen. Adrastos was de zoon van Gordias van Midas en hij had ongewild zijn eigen broer gedood. Adrastos werd door Croesus aan zijn hof opgenomen. In een droom had Croesus gezien dat zijn zoon Atys door een ijzeren speerpunt om het leven zou komen, daarom stuurde hij zijn zoon niet meer op militaire missies. Toen Mysiërs bij hem kwamen klagen over een groot zwijn dat huishield bij de Mysische Olympos, mocht Atys eerst niet mee met de Lydische keurtroepen om het zwijn te verslaan. Maar Atys zei dat een zwijn geen ijzeren speerpunten bezat en bovendien vroeg Croesus aan Adrastos om mee te gaan en Atys tegen roversbenden te beschermen. Laat het nu juist Adrastos zijn, die per ongeluk Atys doorboorde. Croesus vergaf het Adrastos, maar die pleegde zelfmoord op Atys' graf. Croesus had nog een zoon, maar die was doofstom. Hij zou pas beginnen te spreken, toen Croesus door Perzen werd aangevallen.       

### Croesus' einde volgens Herodotos
Croesus wilde de orakels raadplegen en uitvinden welke kon waarzeggen en de toekomst voorspellen. Hij stuurde afgezanten naar: Ammon (Egypte, Afrika), Delphi, Abai in Fokis, Dodona, Amfiareos, Trofonios, Branchidai in het gebied van Milete. Op de honderdste dag moesten zij vragen wat de Lydische koning die dag deed: schildpad en schaap koken in een bronzen ketel. Alleen Delphi en Amfiareos gaven het juiste antwoord. Daarom richtte Croesus zich verder tot Apollo in Delphi. Verschillende schatten stuurde hij: een gouden leeuw van 250 kg, die op 117 tegels (8 cm dik, 20 cm breed, 45 cm lang), waarvan vier van goud (60 kg per stuk) en 113 van elektron (50 kg per stuk) stond; 'twee geweldig grote mengvaten, een van goud [200 kg en 12 pond] en een van zilver [met een inhoud van meer dan 20.000 liter]', mogelijk een werkstuk van Theodoros van Samos; 4 zilveren voorraadvaten; 2 wijwatervaten; 'veel meer wijgeschenken zonder inscriptie, waaronder zilveren offerschalen'; een gouden vrouwenbeeld van anderhalve meter hoog. Croesus schonk Amfiareos een massief gouden schild en een lans van massief goud. 
De tweede keer vroeg hij of hij van de Perzen zou winnen en een derde keer vroeg hij of zijn heerschappij lang zou duren. Op die derde vraag kreeg hij als antwoord:
' Pas als een muilezel koning wordt over de Mediërs, moet u, Lydische koning, met tedere voet langs de kiezels van Hermos vluchten, niet wachten, en u ook niet schamen om lafheid te tonen. ' De muilezel bleek later Cyrus te zijn, de zoon van de koninklijke Mandane en haar ondergeschikte, de Pers Cambyses. 
Croesus sloot een verdrag met de Spartanen en met Amasis van Egypte en Nabonidus van Babylonië, terwijl hij een campagne tegen Cyrus II van Perzië in 547 v.Chr. voerde. Voor hij zijn campagne startte vroeg hij raad aan het Orakel van Delphi, waarop de priesteres (pythia) hem zei: Een groot rijk zal ten onder gaan. Gerustgesteld door die voorspelling begon hij aan zijn offensief, maar zijn leger werd al snel aan de rivier Halys in Centraal-Anatolië tegengehouden.
Geen van beide legers had de overhand en wat later ontbond Croesus zijn leger, omdat de winter aanbrak. Dat was gebruikelijk. Cyrus II deed dit niet en stuurde zijn leger naar Sardes, de hoofdstad van Lydië. Na een belegering van twee weken nam hij Croesus gevangen en maakte van Lydië een provincie van het Perzische Rijk. Cyrus benoemde een stadhouder over Sardes. Koning Croesus en veertien jongelingen werden tot de brandstapel veroordeeld. Croesus riep drie keer kreunend Solon. Cyrus wilde weten wie Solon was en Croesus sprak: Hij was een man die met alle koningen ter wereld had moeten spreken. Ik had er alles voor geven als dat was gebeurd.
Terwijl het vuur al brandde gaf de Perzische koning het bevel Croesus van de brandstapel af te halen, maar dat ging niet. Croesus riep Apollo aan hem te helpen. Het was een heldere windstille dag, maar in antwoord op Croesus' smeekbede kwamen er plotseling wolken aandrijven. Er brak een storm los en er viel zo'n heftige regen dat de vlammen werden gedoofd. Voor Cyrus was dit het bewijs dat Croesus een voortreffelijk mens was die bij de goden geliefd was. Vanaf dat moment waren zij goede vrienden. De Lydische koning vermaakte Cyrus met zijn scherpzinnige en geestige gesprekken en raadgevingen. Herodotus geeft in zijn geschiedwerk verschillende bladzijden met anekdoten over de twee vorsten.
De voorspelling van het orakel bleek dus correct, maar niet zoals Croesus had verwacht. Croesus had een machtig rijk verwoest: zijn eigen rijk.
Croesus stuurde zijn voetboeien naar Delphi met de vraag om een opheldering. De pythia zou hebben verklaard dat Croesus moest boeten 'voor de fout van zijn voorvader vier generaties geleden', die als lijfwacht van het 'Huis van Herakles' zijn meester vermoordde en daarna onterecht een ambt aangewezen kreeg. Apollo zou de voorbestemde val van Sardes met drie jaar vertraagd hebben en hem van de vuurdood hebben kunnen redden.

## Andere bronnen
In de laatste jaren is er twijfel gerezen aan het mooie verhaal van Herodotos over Croesus' leven, en ook over het jaar waarin Lydië werd verslagen. Tegenwoordig wordt algemeen aangenomen dat dat in 542 of 541 gebeurde.